# 实验经济学
實驗經濟學（英語：Experimental economics）是一門利用真人實驗測試不同經濟理論及新市場機制的方法。利用受試者的金錢動機創造出類似真實世界的動機，幫助實驗者及人們瞭解市場及交易系統運作的原理。實驗可以在實驗室或在一個真實的環境進行。

## 概述
有關實驗經濟學的歷史及方法在，2002年諾貝爾經濟學獎得主弗農·史密斯曾在1987出版的彙整性論著中提到：
「從歷史的角度，經濟學方法及論述一直以來被視為無法實驗（或實地觀察）的科學，比較接近天文學或氣象學，而不同於物理學及化學。基於一般的、內省地『合理化』，假設人們的偏好，及生產者供給背後的成本及技術，經濟學家一直在尋求貼近現實，如同天文學的資料。然而，將天文學與經濟學視為方法論上的均等也許有問題。天文學和經濟學有兩個主要的不同可以幫我們理清經濟學上的數理邏輯問題。首先，基於維持平行主義（物理法則適用於萬物的假設），天文學借重了許多古典力學與量子物理學的理論，這些理論都是經由精密嚴謹的實驗所得到的。其次，傳統的觀點，經濟學並沒有類似環境可利用控制良好的實驗來測試行為準則，而這些準則在適用於經濟運作時常假設其偏誤可以忽略來處理。類似的觀點，如天文學和物理學之間，近年來有一個新興的領域結合了經濟學及實驗心理學共同關心的話題。」

## 實驗主題
實驗經濟學可以大致分為下例幾個主題：市場、博弈论、決策、議價、口頭競價、協調、社會偏好、學習、撮合、及實地實驗。

### 合作博弈
協調博弈论為具有多元均衡的賽局，通常可按 Pareto 次序。在實驗經濟學中有兩個一般性的問題集，通常賽局會如此設計：
1. 在多元均衡下，實驗的受試者是否可以協調，或學習到協調？如果是這樣，是否有一般性的準則能預測哪一個均衡較可能會達成？
2. 在帕雷托最適均衡下，實驗的受試者是否可以協調，或學習到協調？如果不能，是否有條件或機制可以協助受試者達成 Pareto 最適均衡？

演繹選擇原則可以就賽局本身的特性提出預測的方法。歸納選則原則可以用來預測動態的性質。

### 學習實驗
之所以需要學習模型起源於受試者通常在實驗中重覆進行決策。此外，在兩人或多人賽局，受試者也許會形成對其他受試者的信念可能會隨著時間改變的信念。這個過程被解釋成信念學習。受試者也許會跳離那些過去導致糟糕報償的決策然後朝向那些過去高報償的決策方向。這個過程稱為強化學習。
直到1990年代，簡單的調適性模型，一般使用的方法如 Cournor 最適反應或虛構競賽。在90年代中期，Alvin Roth 及 Ido Erev 展示了強化學習可以有效的預測實驗賽局。1999年，Colin Camerer 及 Teck Ho 引入經驗權重吸子（experience weighted attraction）法，簡稱為 EWA。其為強化學習和信念學習的一般化模型，同時也顯示虛構競賽（根據過去歷史的權重）在數學上等同於一般化的強化法，所有未實際採行的策略都被強化。對於 EWA 的批評包括因為參數過多所導致的過度配適，對於賽局缺乏一般性，以及想要解釋 EWA 參數所可能遭遇的困難。

## 代表人物
实验经济学的重要代表人物包括诺贝尔经济学奖得主丹尼爾·卡內曼和弗農·史密斯、加州理工学院教授柯林·凯莫若、瑞士苏黎世大学教授恩斯特·費爾。